# 忠誠 (行進曲)

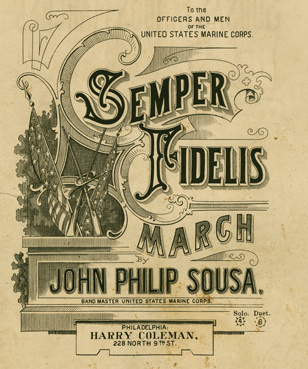
初版の表紙（1888年）

『忠誠』（ちゅうせい、Semper Fidelis）は、ジョン・フィリップ・スーザが1888年に作曲した行進曲。スーザの代表的な行進曲のひとつである。
原題はアメリカ海兵隊のモットーで、ラテン語で「常に忠誠な」という意味をもつ。アメリカ海兵隊の公式の行進曲として知られる。

## 概要
スーザは1880年から1892年までアメリカ海兵隊バンドの楽長をつとめ、代表的な行進曲の多くはこの時代に作曲された。
海兵隊の公式の音楽としては当時『大統領万歳』が使われていたが、チェスター・A・アーサー大統領はこの曲を好まず、スーザに新しい曲を書くように依頼した。それに応えてスーザは1886年に『大統領ポロネーズ』、1888年に本曲を書いた。ただしアーサー大統領は1886年に死去したためにこの曲を聞くことはなかった。
曲はアメリカ海兵隊の士官および兵士に献呈されている。スーザはこの曲を音楽的に自分の最良の行進曲と考えていた。
トリオ前半部分の旋律は1886年にスーザが作曲したトランペットとドラム用の8つの小品のひとつ「堅固な足取りで」(With Steady Step)からの流用である。

## 楽曲
ハ長調8分の6拍子で、通常の行進曲の構成をもつ。ヘ長調のトリオの前半部分では8小節のドラムソロに続けて信号ラッパ風の旋律が3回くりかえされるが、最初はピアノ、2回めはメゾフォルテ、3回めはフォルテッシモと徐々に大きくなり、それにつれて伴奏も華やかに変化する。